# Фрейслер, Роланд
Ро́ланд Фре́йслер (Фрайслер; нем. Roland Freisler; 30 октября 1893, Целле — 3 февраля 1945, Берлин) — немецкий нацистский государственный деятель, статс-секретарь имперского министерства юстиции Германии (1934—1942), председатель Народной судебной палаты (1942—1945).

## Биография
Родился в семье инженера. Добровольцем участвовал в Первой мировой войне, в октябре 1915 года попал в русский плен в офицерский лагерь. Находясь в плену, вступил в РКП(б). Служил комиссаром по снабжению продовольствием лагеря, в котором содержался во время Гражданской войны.
В 1920 году вернулся в Германию. Учился на юридическом факультете Йенского университета, в 1922 году получил степень доктора юриспруденции, с 1924 — адвокат в Касселе, стал депутатом городского совета от крайне правого «народно-социального блока».
В июле 1925 года вступил в НСДАП. В 1932 году был избран депутатом прусского ландтага от нацистской партии, в 1933 — депутатом рейхстага. В июне 1934 года назначен статс-секретарём имперского министерства юстиции Германии. В январе 1942 года принял участие в Ванзейской конференции.
20 августа 1942 года сменил Отто Тирака на посту президента Народной судебной палаты. Он вёл практически все судебные заседания по заговору 20 июля 1944 года, отправив большинство подсудимых на виселицу (женщин — на гильотину). Фрейслер отличался хладнокровием и безжалостностью по отношению к подсудимым, часто сопровождал заседания откровенными издевательствами; Тирак, занимавший тогда пост министра юстиции, жаловался на него Мартину Борману, утверждая, что его поведение «весьма сомнительное и наносит ущерб серьёзности этого важного акта». Но в то же время Гитлер не мог забыть коммунистического прошлого Фрейслера, во время одного из своих застольных разговоров назвав его «настоящим большевиком, сравнив его с Андреем Вышинским».
Погиб в результате американской бомбардировки (от удара обрушившейся с потолка балки) во время очередного заседания суда над участником заговора Фабианом фон Шлабрендорфом. Похоронен на Далемском лесном кладбище в Берлине, в могиле тестя и тёщи. Имя Фрейслера на памятнике не указано. 